# Krzysztof Pietrzykowski
Krzysztof Pietrzykowski (ur. 16 marca 1953 w Warszawie) – polski prawnik, profesor nauk prawnych, specjalista w zakresie prawa spółdzielczego i prawa rodzinnego, nauczyciel akademicki na Wydziale Prawa i Administracji Uniwersytetu Warszawskiego.

## Życiorys
Sędzia Sądu Najwyższego powołany na to stanowisko postanowieniem Prezydenta Rzeczypospolitej Polskiej z dnia 30 listopada 2005 r. nr 112-18-05. W Sądzie Najwyższym orzekał do 6 września 2021 r., kiedy przeszedł w stan spoczynku. Były członek Komisji Kodyfikacyjnej Prawa Cywilnego.
Jest członkiem Rady Naukowej Spółdzielczego Instytutu Naukowego G. Bierecki spółka jawna, który związany jest z instytucjami polskich spółdzielczych kas oszczędnościowo-kredytowych (SKOK). Był członkiem Polskiej Zjednoczonej Partii Robotniczej, ROAD i Unii Pracy. W 1995 roku zgłoszony przez posłów Unii Pracy i Polskiego Stronnictwa Ludowego jako kandydat na sędziego Trybunału Konstytucyjnego. Przegrał jednak głosowanie z Jadwigą Skórzewską-Łosiak. W 1997 bez powodzenia ubiegał się o mandat posła na Sejm w okręgu warszawskim z listy Unii Pracy.
Został członkiem Rady Naukowej kwartalnika „Prawo i Więź”.
Syn sędziego Sądu Najwyższego Janusza Pietrzykowskiego.

## Ważniejsze publikacje
- Kodeks cywilny. T. 1, Komentarz do artykułów 1-449(10), C.H. Beck, 2011 (red.)
- Kodeks cywilny. T. 2, Komentarz do artykułów 450-1088, C.H. Beck, 2011 (red.)
- Kodeks rodzinny i opiekuńczy, C.H. Beck, 2010 (red.)
- Spółdzielnie mieszkaniowe. Komentarz, C.H. Beck, 2010[12]